# Markt Bibart
Markt Bibart è un comune tedesco di 1 895 abitanti, situato nel land della Baviera.